# Люцернський молот
Люце́рнський мо́лот (нім. Luzerner Hammer) — є одним із різновидів бойового молота, який виник на території Швейцарії, приблизно під кінець XV століття. По суті є тотожним поширеним на території нинішньої України келепам, клевцям, чеканам.

## Походження. Історія
Ця зброя була на озброєнні у піхотинців Європи, аж до другої половини XVII століття.

### Походження назви
Вважають, що термін походить від назви одного з кантонів у Швейцарії — Люцерна.

### Будова
Був представлений у вигляді довгого (часом до 2 м) древка із бойової областю у формі піки, яка в довжину становила близько 0,5 м, та молота, розташованого біля її основи. Молот кували двостороннім. Одну сторону виконували у формі дзьоба (або як його ще називали, клівця). Це робилося для захоплення супротивника, особливо, вершника, і стягування його донизу. Іншу сторону виготовляли у формі зубчастого молота чи багатогранної кувалди, яку використовували для того, щоб оглушити ворога. Також у деяких зразках молотів зубчики виконано порівняно гострими.
На окремих молотах доковували додаткові бокові шипи для збільшення ефективності захоплення супротивника й завдання йому проникаючих ран.

### Призначення
За призначенням, це знаряддя відносять до древкової зброї ударно-дроблячого принципу дії (якщо бути точнішими, — ударно-проникаючого принципу дії, яке було аналогічним вульжі (англ. bill), що використовувалася на території Англії, чи французькій гвізармі).
Прийнято вважати, що причиною виникнення цього знаряддя є воєнні дії піхоти Швейцарії, проти кавалерійських підрозділів Франції, а також німецьких держав. Вершники, рівно як коні, у них були екіпіровані порівняно якісною захисною амуніцією, і класичні алебарди проти них були безсилі. Це можна було пояснити тим, що в момент бою піхоти з кавалерією різальна область алебарди була не в змозі пробити захисний костюм вершника, і було необхідно знаряддя з більш ефективною пробивною характеристикою, забезпеченою у той же момент пікою для відбивання атаки вершників в строю. Таким знаряддям і став люцернський молот («люцернгаммер»). Значна ефективність його забезпечувала цьому знаряддю тривалу службу до того часу, доки не стали відмовлятися і від алебарди (із поширенням та вдосконаленням вогнепальної зброї).
Схожим до люцернського молота був французький «бек де корбен» (фр. Bec de Corbin — букв. «дзьоб крука»), який відрізнявся хіба що довжиною древка.